# Pítko (Roman Wenzel)
Pítko je granitová skulptura/vodní pítko v parku Ivana Jilemnického v Praze 10, Strašnicích v geomorfologickém celku Pražská plošina.

## Historie a popis díla
Pítko, které je umístěno na vydlážděném prostranství vytvořil v roce 2003 akademický sochař Roman Wenzel (*1954). Dílo vzniklo opracováním žulového bloku do tvaru podobného lidské hlavě pomocí techniky sekání. Vodu lze spustit pomocí pedálového mechanismu umístěného za pítkem. Odtok vody je veden mělkým žlábkem v dlažbě do blízkého záhonu.

## Další informace
Dílo je celoročně volně přístupné. Poblíž se nachází pomník občanů Strašnic padlých a umučených v letech 1939-1945.

## Galerie

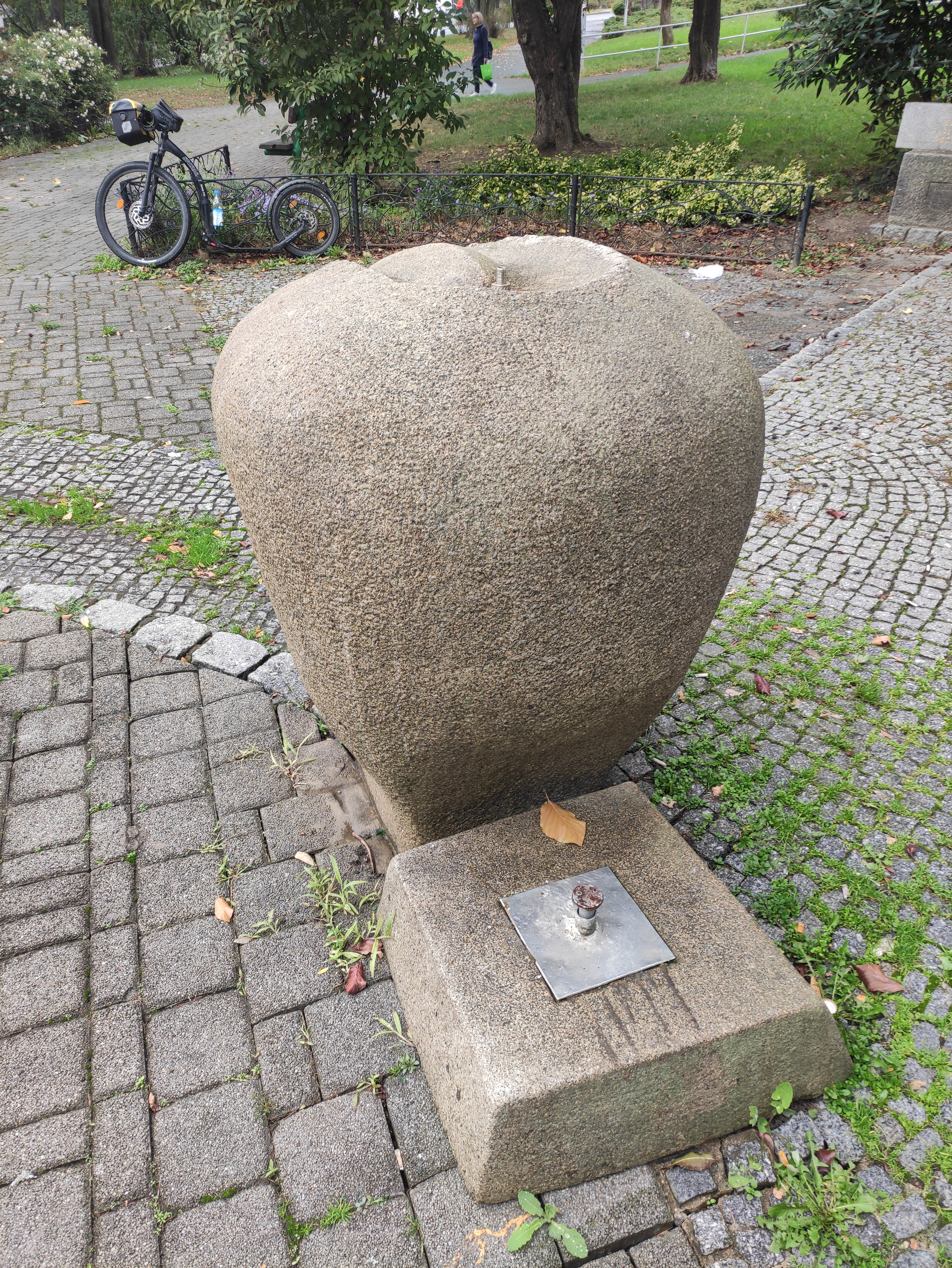
Čelní pohled na dílo
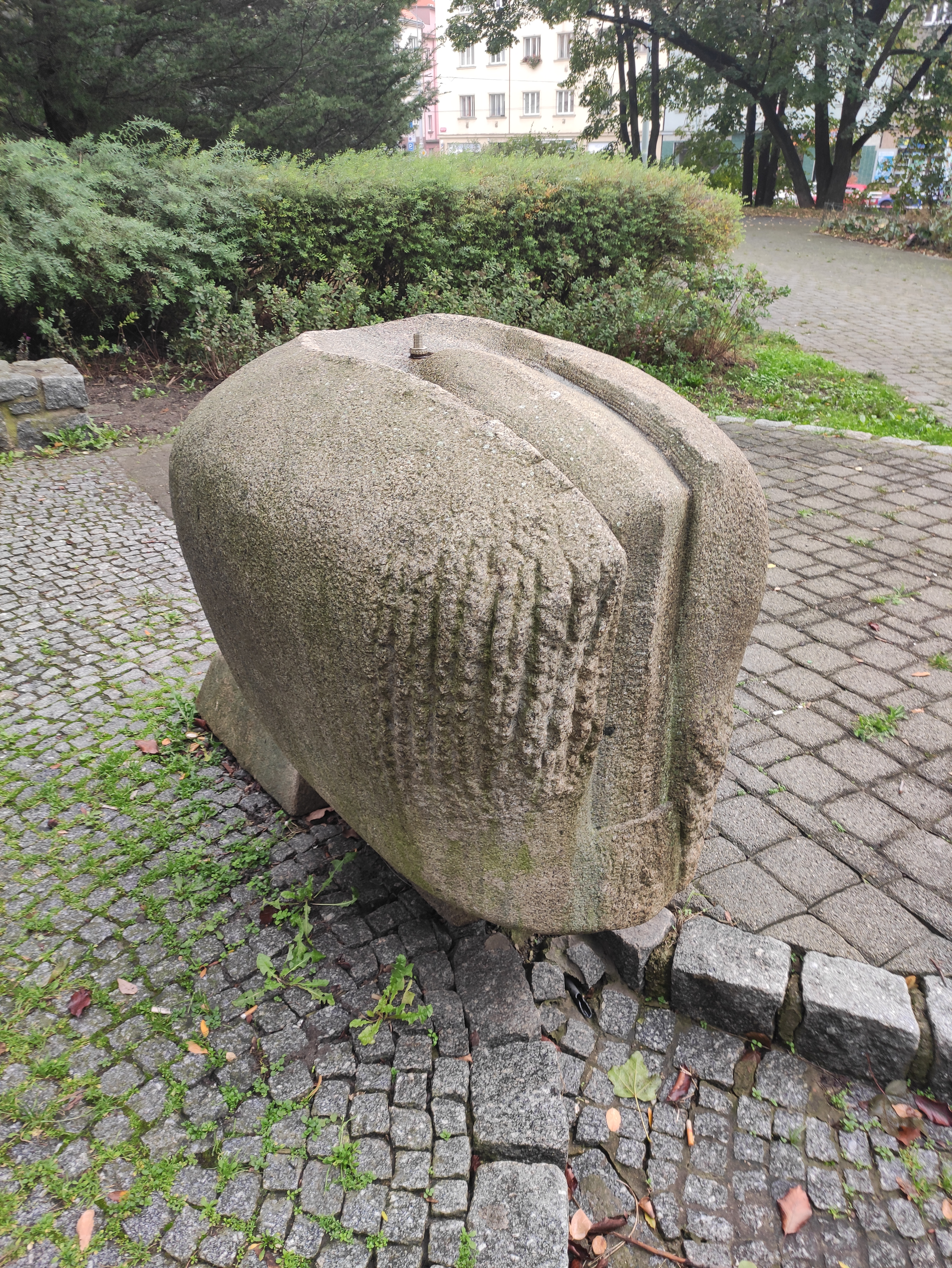